# Estuario del Río Guadiaro
Estuario del Río Guadiaro este o arie protejată (arie specială de conservare — SAC, sit de importanță comunitară — SCI, arie de protecție specială avifaunistică — SPA) din Spania întinsă pe o suprafață de 35,09 ha, integral pe uscat.

## Localizare
Centrul sitului Estuario del Río Guadiaro este situat la coordonatele 36°16′54″N 5°16′53″W / 36.2817°N 5.2813°V.

## Înființare
Situl Estuario del Río Guadiaro a fost declarat sit de importanță comunitară în decembrie 1997 pentru a proteja 35 de specii de animale. Alte tipuri de protecție:
- arie de protecție specială avifaunistică (în octombrie 2002)[4]
- arie specială de conservare (în noiembrie 2013)[3][5][6]

## Biodiversitate
Situată în ecoregiunile marină mediteraneană și mediteraneană, aria protejată conține 7 habitate naturale: Galerii și tufărișuri riverane sudice (Nerio-Tamaricetea și Securinegion tinctoriae), Estuare, Vegetație anuală la limita mareei, Pajiști umede mediteraneene cu ierburi înalte de Molinio-Holoschoenion, Dune mobile de-a lungul țărmului cu Ammophila arenaria („dune albe”), Terase mlăștinoase și terase nisipoase neacoperite de apă la reflux, Dune de coastă cu Juniperus spp..
La baza desemnării sitului se află mai multe specii protejate:
- păsări (32): fluierar de munte (Actitis hypoleucos), rață pitică (Anas crecca), rață mare (Anas platyrhynchos), stârc cenușiu (Ardea cinerea), pietruș (Arenaria interpres), Calidris alba, fugaci de țărm (Calidris alpina), prundăraș de sărătură (Charadrius alexandrinus), prundaș gulerat mare (Charadrius hiaticula), șerpar (Circaetus gallicus), erete de stuf (Circus aeruginosus), egretă mică (Egretta garzetta), lișiță (Fulica atra), găinușă de baltă (Gallinula chloropus), pescăriță râzătoare (Gelochelidon nilotica), acvilă pitică (Hieraaetus pennatus), Larus audouinii, pescăruș negricios (Larus fuscus), Larus michahellis, pescăruș râzător (Larus ridibundus), gaia neagră (Milvus migrans), Numenius phaeopus, vultur pescar (Pandion haliaetus), cormoran mare (Phalacrocorax carbo carbo), flamingo roz (Phoenicopterus roseus), lopătar (Platalea leucorodia), ploier argintiu (Pluvialis squatarola), Porphyrio porphyrio porphyrio, Spatula clypeata, corcodel mic (Tachybaptus ruficollis), chiră de mare (Thalasseus sandvicensis), fluierarul cu picioare roșii (Tringa totanus)
- mamifere (1): vidră de râu (Lutra lutra)
- pești (2): Petromyzon marinus, Pseudochondrostoma willkommii

Pe lângă speciile protejate, pe teritoriul sitului au mai fost identificate 2 specii de plante, 1 specie de păsări, 10 specii de mamifere, 1 specie de nevertebrate, 6 specii de pești, 4 specii de reptile.